# 子どもの発達
子どもの発達（こどものはったつ、Child Development）とは、個人の発達を依存状態から自律性が増大する過程ととらえ、誕生から青年期の終わりまでの間に生じる、生物学的・心理学および情緒的変化に関する学問である。子どもの発達はそれぞれの子どもでユニークな経過をたどるにせよ予測できる連続的過程である。子どもの発達は同じ割合で進むことはなく、それぞれの段階はそれに先立つ発達段階の影響を受ける。これらの発達的変化は、遺伝要因や胎児期の出来事の強い影響を受けると考えられるため、遺伝学と胎児期の発達は通常、子どもの発達研究の一部に含まれている。関連する領域には、生涯にわたる発達を研究する発達心理学、子どもの治療に関する医学の一分野である小児科がある。発達的変化は、成熟といわれる遺伝的に規定された過程の結果として起こることもあるし、あるいは、環境要因と学習の結果でもある。しかし、通常は両者の相互作用の結果である。発達的変化は人間本来の姿として生じる結果でもあり、環境から学ぶ能力によって生じもするのである。

## 発達の区分
子どもの発達の区分にはさまざまな定義がある。なぜならば、区分の開始と終了を考える上で個人差があり、それぞれの区分は連続的だからである。年齢に関連した発達の区分の例として、新生児(newborn)（0-4週）、乳児(infant)（4週-1歳）、幼児(toddler)（1-3歳）、未就学児（preschooler）（4-6歳）、児童（Elementary school|school-aged child）（6-13歳）、青年（adolescent）（13-19歳）がある。しかし、"Zero to Three"や乳幼児精神保健世界協会(World Association for Infant Mental Health)のような組織は、誕生から3歳までの子どもを含む、広いカテゴリとして幼児という言葉を使っている。子どもの最善の発達は、社会に不可欠とされている。そのため、子どもの社会・認知・感情そして教育による発達を理解することは重要である。この分野における研究と関心の増大は、学校制度の中で発達を促進する実践・実験に関する新しい理論や方略をもたらした。さらに、子どもの発達を構成する連続した段階の説明を試みるいくつかの理論も存在する。

## 発達の理論

### 生態学的システム理論
ユリー・ブロンフェンブレンナー（Urie Bronfenbrenner） によって提言された生態学的システム理論（ecological systems theory）は、"社会的文脈における発達理論"とも"人間の生態学理論"とも呼ばれる。システム内およびシステム間で相互作用する入れ子構造になった4種類の環境システムについて述べている。その4種類のシステムとは、マイクロシステム（microsystem）、メゾシステム（mesosystem）、エクソシステム（exosystem）、マクロシステム（macrosystem）である。それぞれのシステムは、発達を強力に規定する役割（roles）、規範（norms）、規則（rules）を持っている。ブロンフェンブレンナーの主要な主張は、"人間発達の生態学"であり、1979年の出版以来、心理学者とそれ以外の人々が、人間とその環境にアプローチする方法に広く影響を与えている。発達の概念化により、これらの環境（家族から、経済的・政治的構造までを指す）が、幼児期から成人まで生涯にわたる発達の重要部分とする見方をもたらしている。

### ピアジェ
ジャン・ピアジェ（Jean Piaget）は、1920年代に知能の発達について研究を始めたスイスの研究者である。ピアジェが最初に興味を持ったのは、動物が環境に適応する方法であり、このテーマに関する最初の科学的な論文は、彼が10歳のときに掲載された。これは結果的に彼を動物学の博士号取得へと導き、次に認識論（Epistemology ）へ興味を持つことへと導いた。認識論は哲学から派生し、知識の起源を扱う学問である。ピアジェは知識の起源を心理学で解明できると考えたので、パリへ旅立ち、アルフレッド・ビネーの研究室において最初の「規格化された知能テスト」へ取り組んだ。これは彼の経歴に大いに影響を与えた。彼はこの知能テストを実施しながら、子どもの知性が働く仕組みに強い関心を持つようになった。その結果、彼は彼自身の研究室を開発し、子どもの知的発達を記録するのに何年も費やし、そして子どもがいくつかの思考の段階を通してどのように発達するのかを調べた。ここからピアジェは、認知発達（cognitive development）の4段階を導き出した。それは、感覚運動期(sensorimotor stage, 0-2歳)、前操作期(preoperational stage, 2-7歳)、具体的操作期(concrete-operational stage, 7-12歳)、形式的操作期(formal-operational stage, 12歳以降)である。

#### ピアジェの発達段階
感覚運動期（誕生から約2歳まで）
ピアジェによれば、生後7-9ヶ月程度に達した乳児は、物の永続性（object permanence）を理解し始める。これは、物を見ることができなくても、物が存在し続けていることを理解する能力を獲得したことを意味する。例えば、ブランケットの下に子どものお気に入りのおもちゃを隠した場合、子どもは物理的におもちゃを見ることができなくとも、ブランケットの下を探そうとするようになる。この能力を獲得すると、乳児は養育者といないいないばぁ（Peekaboo）を楽しむことができるようになる。人見知り（8ヶ月不安）にも関係する。昨日見たことなど目の前にない現象を再現する延滞模倣（delayed imitation）が生じると、表象（image）を持てるようになったことがわかり、感覚運動期が終わった指標となる。
前操作期（子どもが話し始めてから約7歳まで）
発達のこの段階で、子どもたちは精神的なシンボル（mental symbols）を用いて、自分の環境の分析を開始する。これらのシンボルは、多くの場合、言葉や画像を含んでおり、子どもたちは日常生活においてさまざまな物体、出来事、状況に遭遇するとき、これらのシンボルを適用し始める。しかし、この段階におけるピアジェの主な関心と、彼がそれを前操作期と名付けた理由は、この段階の子どもたちは、心の中で行う計算（mental math）のような特定の認知的操作を行うことができないからである。象徴化（symbolism）に加えて、子どもたちは彼ら自身ではない人々(例えば、先生やスーパーヒーロー)の真似をするごっこ遊び（pretend play）に没頭し始める。そして彼らはさまざまなおもちゃ（props）を使って、ごっこ遊びをより現実に近づけようとする。この発達段階でまだ備わっていないものとして、3 - 4歳くらいの子どもたちはしばしば、自己中心性（egocentrism）を示す。それは子どもが他者の視点をとることができなかったり、他の人が自分と同じ出来事を経験し、同じ感情を持っていると思うことである。しかし、7歳くらいの子どもの思考の過程は、もはや自己中心的ではなくなり、より直観的（intuitive）となる。まだ論理的思考にはいたらないが、物事について考えられるようになる。
具体的操作期（小学1年生から青年前期）
この段階において、子どもは認知操作（cognitive operations）を発達させはじめ、この新しい思考方法を彼らが出会うさまざまな出来事に適用し始める。前操作期と違いイメージやシンボルを論理的に変化させ、再構成することができる。可逆性（reversibility）の例として、子どもたちは反対の操作を行うことで活動を元に戻す力を持つようになる。
形式的操作期
ピアジェの認知発達の最終段階は、「抽象概念および仮説上の出来事に関して合理的、系統的に考える」能力を持っている子どもと定義されている。この段階のポジティブな面は、子どもあるいは青年がアイデンティティーを形成し始め、また、なぜ人々がそれぞれの方法で行動するのかを理解しはじめる点である。しかしながら、ネガティブな点として、想像上の聴衆や個人の夢物語を含む自己中心的な考えが子どもあるいは青年に芽生えてしまうことである。想像上の聴衆とは、世界中が関心を持っていることへ青年が彼らなりの判断をしたと感じたときに現れ、そして、批判されるべき人が皆自分に批判的であるときに、青年は舞台の上にいるかのような感情を抱くのである。個人の夢物語とは、彼または彼女が特別な人間であり、彼らがする全てのことが特別であると青年が感じることである。彼らは、彼らが経験していることが今までの経験されたことのない唯一の経験であると感じ、自分は無敵であり、悪いことは自分には生ぜず、他者にのみ起きると思うのである。
ピアジェは、論理的思考の研究者であり、形式的操作期では「もし〜ならば〜だ」と仮説に基づいて思考する仮説演繹的思考、主観を入れずに論理のみで考える命題的思考、あらゆる組み合わせを考える順列組合わせ的思考ができるようになると述べている。

### ヴィゴツキー
「文化歴史的心理学」(Cultural-historical psychology)
ヴィゴツキー（Lev s. Vygotsky, レフ・セメノビッチ・ヴィゴツキー）は、社会文化理論を提唱したロシアの理論家である。1920〜1930年代にピアジェが彼の理論を展開していたころ、ヴィゴツキーは活発な理論家であり、その時期に彼の理論はロシア語から翻訳され、西洋の思想に影響を与え始めていたため、「新たな理論」と呼ばれていた。彼はピアジェが提案していたように、子どもは実践経験を通して学ぶと考えた。しかしピアジェとは異なり、子どもが新しい課題を学ぼうとしているとき、ちょうど良いタイミングで大人の適切な手助けを受けるによって、子どもは新たな課題（発達の最近接領域, zone of proximal development）を学ぶことができると主張した。子どもがすでに持っている知識の上に、大人の手助けによって新しい知識を学ぶことができるので、この技術は「足場」（scaffolding）と呼ばれている。これは、大人が「せっせっせ」のリズムで幼児が手を叩いたり裏返したりするのを、子どもが自分でできるようになるまで「手助けする」という例にも見られる。
ヴィゴツキーは子どもの発達のパターンを決定づける文化の役割に特に焦点を当てた。彼は、「子どもの文化的発達におけるあらゆる機能は、どれも二度現われる。まず、社会的レベルにおいて、そしてのちに個人のレベルにおいて現われる。つまり、まず人との間（精神間）に現れ、それから子どもの内面（精神内）に現れる。これは、随意的注意にも論理的記憶、そして概念形成にも等しくあてはまる。すべての高次精神機能は、現実の個人間の関係に起源がある。」と主張した。ヴィゴツキーは発達を過程であるとし、子どもの発達において精神機能に質的変化が存在する時を発達の危機（periods of crisis）とみなした。
ピアジェとの間で「自己中心的言語」と「外言」「内言」論争が行われた。子どもが持っている生活的概念と学校が教える科学的概念の関係を発達の最近接領域で説明した。

### 愛着理論
ジョン・ボウルビィ（John Bowlby, 1907-1990）の研究を起源とし、メアリー・エインスワース（Mary Ainsworth, 1913-1999）によって展開された愛着理論（Attachment theory）は、人間と人間の関係を理解するための記述的で説明的な枠組みを提供する心理学的・進化学的・動物行動学的理論である。ボウルビィは、親密な愛着の観察によって、乳児と主要な養育者との間の親密な感情の絆、すなわち「愛着（attachments）」は、「正常な社会的・感情的発達」を形成するために必要なものであると信じるにいたった。なお、スキンシップ（Skinship）は和製英語であり、海外で使われることはない。